# Ben 10 (tv-serie fra 2005)
 Denne artikel omhandler tv-serien fra 2005. For hele franchisen, se Ben 10.
Ben 10 (nu kendt som Classic Ben 10 i engelsktalende lande) er en amerikansk tegnefilmserie skabt af Man of Action, produceret af Cartoon Network Studios. Serien handler om en 10-årig dreng som hedder Ben Tennyson, som finder en urlignende rumvæsen-apparat kaldet "Omnitrixen". Apparatet er fastgjort til hans venstre håndled og giver ham mulighed for at forvandle sig til forskellige rumvæsner med forskellige evner, hvilket giver ham mulighed for at bekæmpe det onde fra Jorden og rummet med sin kusine Gwen og bedstefar Max. Det blev senere til en hel serie, der blev sendt fra 13. januar 2006 til 15. april 2008.

## Handling
Serien er centreret omkring Ben Tennyson (Tara Strong), en ti-årig dreng på sommerferie i USA, med sin kusine Gwen Tennyson (Meagan Smith) og deres bedstefar Max Tennyson (Paul Eiding). På deres første nat på campingpladsen i deres bedstefars autocamper, der kærligt blev kaldt "Smadderkassen", finder Ben en rumkapsel med en mystisk ur-lignende enhed som hedder Omnitrixen. Uret knytter sig permanent til hans håndled, hvilket giver ham muligheden for at forvandle sig til en række fremmede livsformer, hver med sine egne unikke evner og kræfter. Med sine nyfundne superkræfter må Ben lære ansvaret om at være en helt. Under deres ferie bliver Tennyson'erne angrebet af forskellige fjender lige fra rumvæsener til overnaturlige enheder.

## Karakterer

### Hovedpersoner
- Benjamin Kirby "Ben" Tennyson (stemme af Tara Strong), seriens hovedperson og Gwens fætter
- Gwendolyn "Gwen" Tennyson (stemme af Meagan Moore), Bens kusine
- Bedstefar Maxwell "Max" Tennyson (stemme af Paul Eiding), et tidligere medlem af Blikkenslagerne, en intergalaktisk ordensmagt som har håndteret mange rumvæsenaktiviter.

### Hovedskurke
- Vilgax (stemme af Steve Blum), en af galaksens farligste krigsherrer
- Kevin Ethan Levin (stemme af Charlie Schlatter), en 11-årig kriminel sociopat, med medfødte kræfter til at absorbere energi.[1] Han ønskede oprindeligt at slå sig sammen med Ben for at blive ustoppelig, men efter at Ben nægter tilbuddet, absorberer han kraften fra Omnitrix i stedet. I sæson 2, bliver Kevin forvandlet til et uhyre af Omnitrixens rumvæsner efter Ben nægter at slås med ham.[2] Kevin kalder sig selv i sin nye form for Kevin 11, og Vilgax, som senere slår sig sammen med Kevin, kalder "et misdannet, kaotisk sammensurium af skabninger fra Omnitrixen".[3]
- Charmcaster (stemme af Kari Wahlgren), en magiker, og hendes Onkel Hex's niece

### Danske stemmer
| Skuespiller             | Rolle(r)                                  |
| ----------------------- | ----------------------------------------- |
| Albert Thorup           | Benjamin Kirby "Ben" Tennyson             |
| Kristian Holst White    | Benjamin Kirby "Ben" Tennyson             |
| Amalie Dollerup         | Gwendolyn "Gwen" Tennyson                 |
| Marie Tourell Søderberg | Gwendolyn "Gwen" Tennyson                 |
| Tine Tourell Søderberg  | Gwendolyn "Gwen" Tennyson                 |
| Max Hansen              | Max Tennyson                              |
| Niels Weyde             | Fir-Arm, Vilgax                           |
| Mathias Klenske         | Kevin Levin, XLR8                         |
| Donald Andersen         | Clancy, Flyver, Ghostfreak, Ultimos, JT,  |
| Peter Røschke           | Flænser, Grå Substans, Løjtnant Steel     |
| Vibeke Dueholm          | Tante Vera Tennyson, Charmcaster, Rojo    |
| Ole Fick                | Diamanthoved, Vildranken, Dr. Animo       |
| Morten Hemningsen       | Faklen, Cannonball, Phil Billings, Howell |
| Øvrige medvirkende      |                                           |
| Annevig Schelde Ebbe    |                                           |
| Thea Iven Ulstrup       |                                           |

## Afsnit
| Sæson | Sæson    | Afsnit | Oprindelig sendt  | Oprindelig sendt |
| Sæson | Sæson    | Afsnit | Start             | Slut             |
| ----- | -------- | ------ | ----------------- | ---------------- |
|       | 1        | 13     | 27. december 2005 | 25. marts 2006   |
|       | 2        | 13     | 29. maj 2006      | 9. oktober 2006  |
|       | 3        | 13     | 25. november 2006 | 21. april 2007   |
|       | 4        | 10     | 14. juli 2007     | 5. april 2008    |
|       | Kortfilm | 9      |                   |                  |
|       | Film     | 3      |                   |                  |